# キダチチョウセンアサガオ属
キダチチョウセンアサガオ属（-ぞく、学名：Brugmansia）ナス科の属のひとつで、低木または高木である。学名のカタカナ表記で、ブルグマンシア属と呼ぶこともある。また、園芸名でエンジェルストランペット、エンジェルズトランペット、エンジェルトランペット（Angel's Trumpet）と呼ばれることが多い。花言葉は、愛敬、偽りの魅力、変装、愛嬌。
かつては近縁のチョウセンアサガオ属に含めていた。そのため園芸名ではチョウセンアサガオ属（Datura）の学名からダチュラの名が使われる場合もある。
オランダの植物学者セバールド・ユスティヌス・ブルグマンスにちなみ、クリスティアーン・ヘンドリク・ペルズーンにより命名された。

## 特徴
春から秋にかけて、下向きに垂れ下がった花をつける。つぼみには卵形、球形、紡錘形などがあり、花はつぼみから飛び出すような形で咲く。花弁の先端は、5つに分かれ反り返る。原産地はアメリカの熱帯地方だが、暑さに弱く高地にしか生息していない。そのため温帯気候の日本では、夏季の生育が緩慢になり、管理を怠ると最悪の場合枯れてしまう場合もある。しかしキダチチョウセンアサガオ属は低温に強く、丈夫で育てやすい植物である。春温かくなってから旺盛に生育してゆき、開花時期には大型の株にたくさんの花をつける。

## チョウセンアサガオ属との違い
かつてはキダチチョウセンアサガオ属（Brugmansia、ブルグマンシア）がチョウセンアサガオ属（Datura、ダチュラ）から独立していなかったが、現在は別属として扱われる。その名残りからか両属よく混同されている。ダチュラと呼ばれていても、実際はブルグマンシアということが珍しくない。両属の違いは以下の通り。
キダチチョウセンアサガオ属
高木または低木で、下向きの花をつける。
チョウセンアサガオ属
一年草または多年草で、上向きの花をつける。
なおチョウセンアサガオ属については該当の項を参照のこと。

## 毒性
キダチチョウセンアサガオ属の植物は広義のチョウセンアサガオの仲間であり、同様に有毒植物である。含まれている成分はスコポラミン（ヒヨスチン）、ヒヨスチアミンなどである。薬草に使われることもあるが、一般には毒草として扱われるので、取り扱いには十分注意が必要である。主に地下茎から抽出した成分は、聴覚性幻覚・急性痴呆・行動異状を引き起こす。
江戸末期の医師、華岡青洲が使った麻酔薬は、チョウセンアサガオ（チョウセンアサガオ属）から精製したものであるが、キダチチョウセンアサガオも薬用となる。

## 種類
花の色や形などで、様々な種類が存在する。
- ブルグマンシア・スアウォレンス(Brugmansia suaveolens)

和名キダチチョウセンアサガオ。中南米原産の常緑低木。花期は6 - 9月。花は芳香があり、漏斗状で長さが20 - 30 cmになり、下向きに咲く。淡黄色から淡紅色と変化し、ガクの先端は4～5浅裂し、白色もある。花が美しいため庭木としても栽培される。葉は楕円形。実にはトゲがある。
- ブルグマンシア・キャンディダ(Brugmansia x candida)

和名コダチチョウセンアサガオ。花は白色または黄色が多く、ガクの先端は2～3深裂して角ばらない。漢字で書くとキダチチョウセンアサガオもコダチチョウセンアサガオも「木立朝鮮朝顔」となる。最近では観賞用として広く植えられているが、これらも有毒である。
- ブルグマンシア・アウレア(Brugmansia aurea)
- ブルグマンシア・ウェルシコロル(Brugmansia versicolor)
- ブルグマンシア・アルボレア(Brugmansia arborea)

和名ピンクダチュラ。
- ブルグマンシア・サングイネア(Brugmansia sanguinea)

和名ベニバナチョウセンアサガオ

## キダチチョウセンアサガオ属が登場する作品
- 『BANANA FISH』（吉田秋生、小学館）作中に登場する架空の麻薬、バナナフィッシュの原型はこの属の植物から生成されたという設定。
- 『悪魔のリドル』（原作：高河ゆん、作画：南方純、KADOKAWA角川書店）暗殺者の一人である桐ヶ谷 柩のコードネーム